# Jardins du Château de Montréal (Issac)
El castillo y jardines de Montreal (Issac) (en francés: Jardins du Château de Montréal (Issac)) es un jardín botánico y arboreto de unas 2 hectáreas de extensión de administración privada, que se encuentra en la parte norte de Mussidan, Francia. 
Los jardines del castillo están catalogados como « Jardin Remarquable» ( jardín notable ) en el 2004 por el « Ministère de la Culture et de la Communication » (Ministerio de la Cultura y la Comunicación) de Francia.

## Localización
Mussidan se encuentra en la zona del "Périgord blanc" al sur de la ribera derecha del río "Isle", en su confluencia con el río "Crempse".
Jardins du Château de Montréal, Issac, Code Postal 24400 Mussidan, Département de Dordogne, Aquitaine, France-Francia.
Visitable los días de Rendez vous de los jardines.

## Historia
Es el primer castillo renacentista (1535), construido sobre una antigua fortaleza rodeada de murallas del siglo XIII y XIV. 
La capilla fue construida para albergar el relicario de la Santa Espina que se encontró sobre el cuerpo del general Talbot en la batalla de Castillon (1453). 
Tanto las fachadas (con ventanas geminadas rodeadas de columnas) como la capilla (estatuas yacentes de François de Pontbriand y su esposa, las estatuas de los Doce Apóstoles, de la virgen y la oratorio) son ejemplos muy típicos de la escultura renacentista. 
Los jardines se establecieron gradualmente en las antiguas murallas. 
A principios del siglo XX Achille Duchêne intervino para hacer terrazas y labores para hacer un jardín francés en el que se mantienen los elementos simplificados.

## Colecciones
Fuera de los muros del parque de Montreal cuenta con una pérgola diseñada en forma de estrella y cubierta de Carpinus betulus. Casi destruida por la tormenta de 1999, sin embargo fue replantada y renovada. 
Dentro de los muros se puede ver :
- « Jardin bas » a la italiana, plantado de hiedras e Hibiscus syriacus blancos y morados; las paredes están cubiertas de rosas blancas o cremas ('Albéric Barbier', 'Mermaid', 'New Dawn', 'Iceberg') y de clemátides blancas (Viticella Alba).
- « Jardin à la française » sobre dos terrazas, una de ellas con rosas, Nepeta y las salvias azules ; la otra terraza con una colección de dalias rojas y amarillas.
- « Petit jardin avec fascines » con Hydrangea petiolaris, Hydrangea macrophylla 'versicolor', Paeonia suffruticosa, rosa "Iceberg", rosa "New Dawn", rosa "Blanc double de Coubert" y Salvia yangii.
- Los muros de las zonas comunes está cubiertos de rosales trepadores blancas o amarillas : 'Mermaid', 'Madame Alfred Carrière', 'Gloire de Dijon', 'New Dawn'. También se pueden ver rosas 'Jacques Cartier', 'Kiftsgate' y 'Zéphyrine Drouin'.

Entre los árboles notables se pueden encontrar especímenes de Broussetia papyrifera, Celtis occidentalis, Juniperus
Algunas vistas del "Château de Montréal". 

Detalles
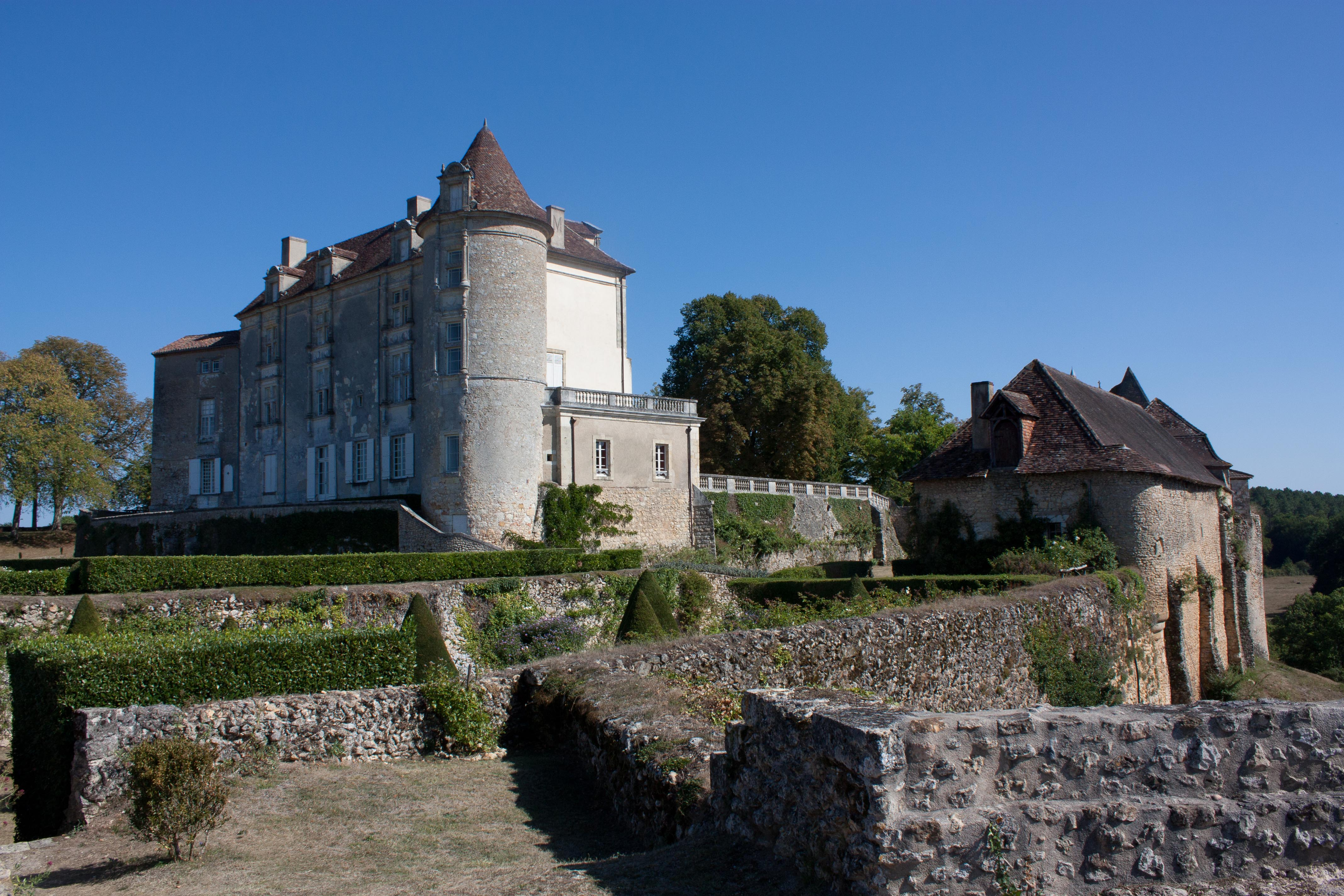
El jardín.
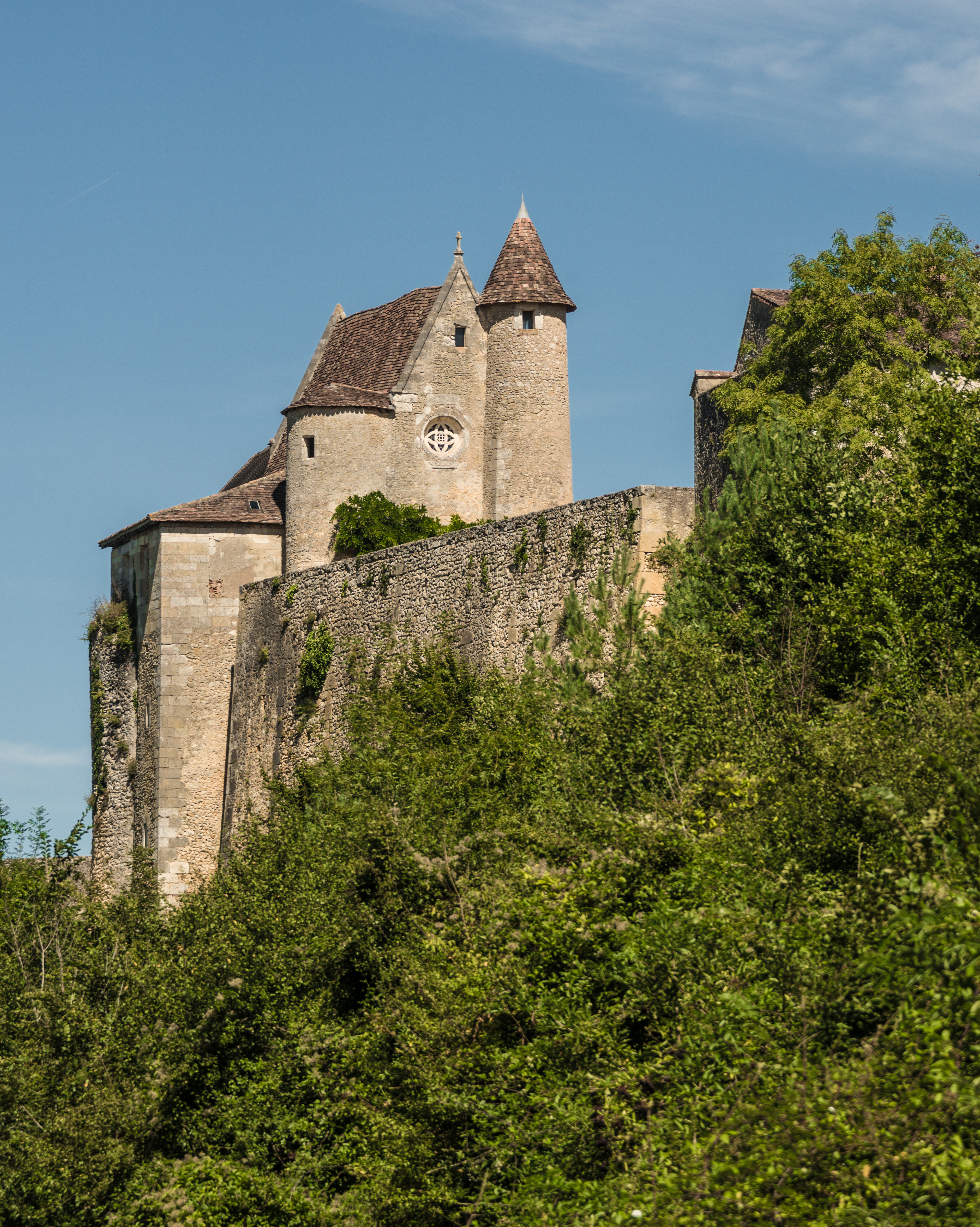
La capilla del castillo.
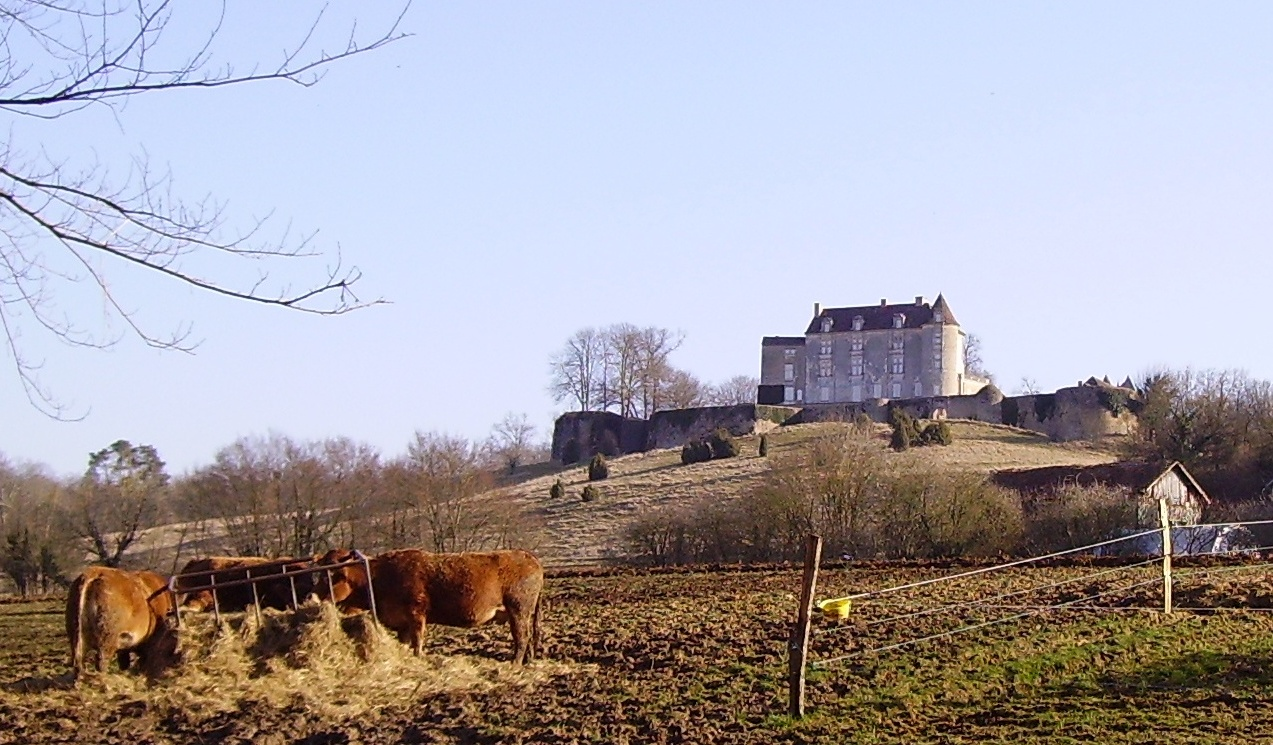
El entorno.